# آشپزی هلندی

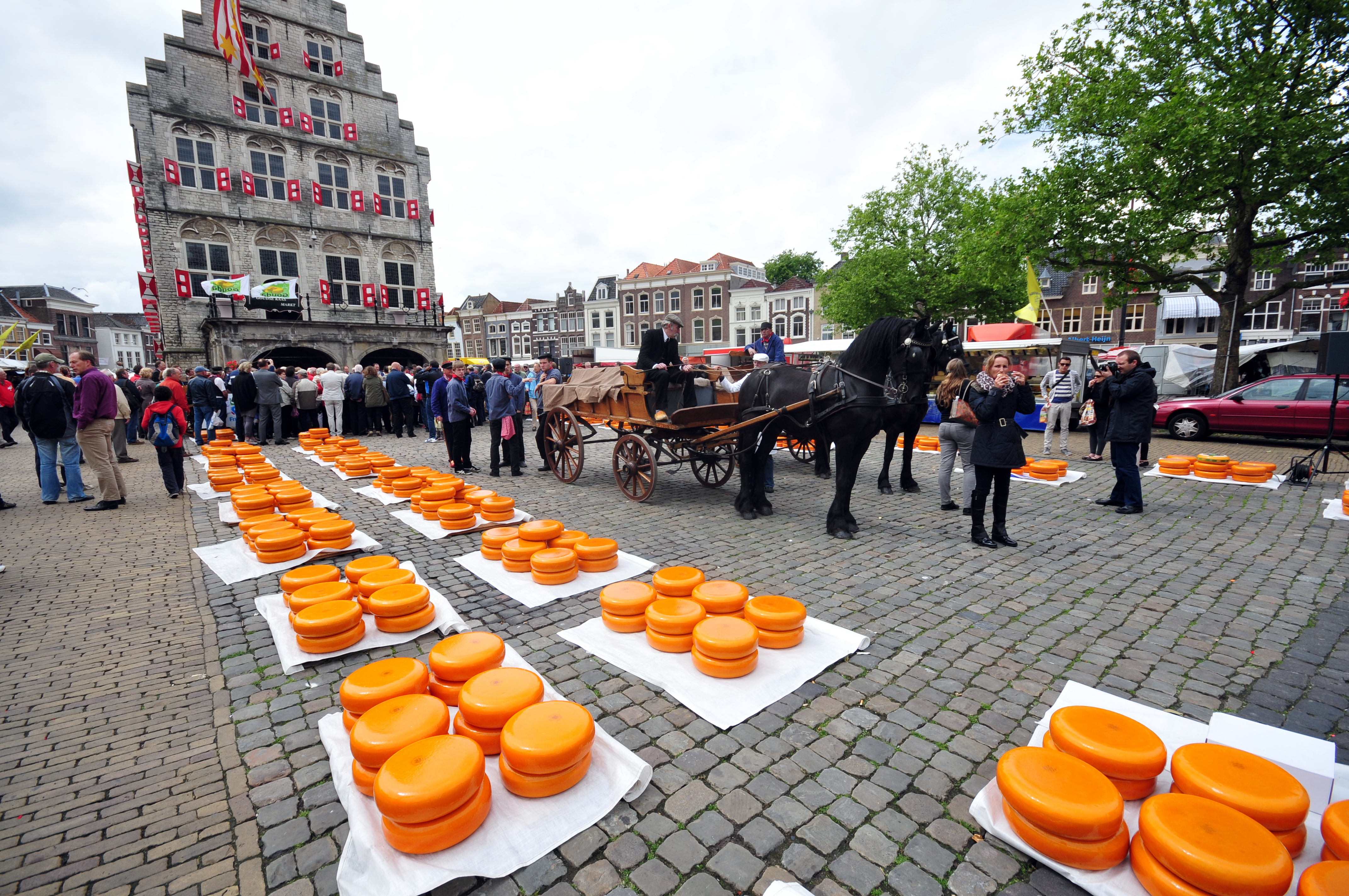
بازار پنیر خاودا

آشپزی هلندی (هلندی: Nederlandse keuken) از رسوم و شیوه‌های پخت و پز هلند شکل گرفته‌است. آشپزی این کشور به خاطر موقعیت آن در دلتای حاصلخیز رودخانه دریای شمال در دشت اروپا شکل گرفته‌است، که منجر به رونق ماهیگیری، کشاورزی (محصولات زراعی و دام)، و تجارت دریایی خارجی، امپراتوری استعماری قدیم آن و تجارت ادویه، شده‌است.
به‌طور مرسوم، آشپزی هلندی به خاطر فرهنگ دیرینه صرفه جویی در مواد اولیه غذایی، مزه ملایمی دارد؛ غذای هلندی در طول تاریخ طوری در نظر گرفته شده بودند که، خصلت اقتصادی بودن و سیر کنندگی آنها بر خوشمزه و مطبوع بودن، ترجیح داده شده بود، با استفاده زیاد از سبزیجات و گوشت کم: صبحانه و ناهار به‌طور معمول، نان با مخلفاتی شبیه پنیر هستند، در حالیکه شام از غذاهای مبتنی بر گوشت و سیب زمینی است که سبزیجات فصل، این وعده غذایی را کامل می‌کند.